# 제임스 완
제임스 완(溫子仁／온자인, 1977년 2월 27일 ~ )은 오스트레일리아의 영화 감독이다. 말레이시아 쿠칭의 화교 태생으로, 7세 때 오스트레일리아 퍼스로 이민을 갔다.

## 연출
- 쏘우 (단편, 2003)
- 쏘우 (Saw, 2004)
- 데스 센텐스 (Death Sentence, 2007)
- 데드 사일런스 (Dead Silence, 2007)
- 인시디어스 (Insidious, 2010)
- 컨저링 (The Conjuring, 2013)
- 인시디어스: 두번째 집 (Insidious: Chapter 2, 2013)
- 분노의 질주: 더 세븐 (Fast and Furious 7, 2015)
- 컨저링 2 (The Conjuring 2, 2016)
- 아쿠아맨 (2018)
- 말리그넌트 (2021)
- 아쿠아맨과 로스트 킹덤 (2023)

## 기획,원안
- 쏘우 2 (Saw II, 2005)
- 쏘우 3 (Saw III, 2006)
- 쏘우 4 (Saw IV, 2007)
- 쏘우 5 (Saw V, 2008)
- 쏘우 - 여섯번의 기회 (Saw VI, 2009)
- 쏘우 3D (Saw 3D, 2010)